# Nachmanides
Nachmanides (1194, Girona, Katalánsko – 1270, Země izraelská), celým jménem Moše ben Nachman Gerondi, známý též pod hebrejským akronymem Ramban (hebrejsky: רמב״ן) a španělským jménem Bonastruc de Porta či v katalánštině Bonastruc ça Porta, byl středověký rabín, filosof, lékař, kabalista a komentátor Tanachu.
Ve filosofii byl zastáncem Maimonidova učení, v biblistice zase odpůrcem názorů komentátora Abrahama Ibn Ezry. Jeho Komentář k Tóře je jedním z nejdůležitějších židovských biblických komentářů vůbec. Začal ho psát zřejmě už kolem roku 1250 a hodlal ho opatřit obsáhlými kabalistickými vysvětlivkami. Od tohoto záměru ho ale odradil varovný sen, takže se nám delší vysvětlivky kabalistického rázu, jež uvozoval formulkou „po pravdivém způsobu“, dochovaly jen k první kapitole Genesis. Stalo se tak díky tomu, že tyto vysvětlivky už mezitím stačili rozšířit jeho žáci, mezi něž patřil například Šlomo ben Aderet.
V roce 1263 se zúčastnil známé veřejné disputace mezi židy a křesťany v Barceloně. Přinutil jej k tomu král Jakub I. Aragonský. Nachmanides v této disputaci zastupoval židy, zatímco ve prospěch pravdy křesťanského učení argumentoval dominikán a židovský konvertita Pablo Christiani. Debata trvala celkem čtyři dny. Jelikož Nachmanides po čase vydal písemný záznam debaty, ve kterém se vylíčil jako vítěze, byl dominikány obviněn z urážky křesťanské víry a zřejmě i v důsledku hrozícího pronásledování se v roce 1267 rozhodl Katalánsko opustit a vydat se na pouť do země izraelské.
Po krátkém pobytu v Jeruzalémě se usadil v Akku. Zemřel ve věku 76 let a jeho hrob se údajně nachází na vrcholu kopce Karmel v Haifě.

## Dílo
- Hospodinovy boje (Milchamot ha-Šem) – nezaměňovat se stejnojmenným spisem od Gersonida
- Kniha vykoupení (Sefer ha-geula) – mesianistický spis
- List o mravech (Iggeret ha-musar) – adresovaný mladšímu synovi
- Komentář k Jóbovi (Pejruš Ijov)
- Komentář k Tóře (Pejruš al ha-Tora)
- Rambanova disputace (Vikuach ha-Ramban) – záznam barcelonské debaty

## Překlady
- ŽONCA, Milan. Nachmanidovy polemiky. 1. vyd. Praha: Academia, 2012. 260 s. (Judaica; sv. 12). ISBN 978-80-200-2208-0. – překlad dvou Nachmanidových textů (Barcelonské disputace a Dopisu francouzským rabínům) s rozsáhlými studiemi, ediční poznámkou, slovníčkem pojmů, a bibliografií.